# Myrmarachne militaris
Myrmarachne militaris là một loài nhện trong họ Salticidae.
Loài này thuộc chi Myrmarachne. Myrmarachne militaris được Szombathy miêu tả năm 1913.